# 梅川昭美
梅川 昭美（うめかわ あきよし、1948年3月1日 - 1979年1月28日）は、日本のシリアルキラー。大竹市強盗殺人事件と三菱銀行人質事件の犯人。

## 来歴
1948年（昭和23年）3月1日、広島県佐伯郡小方村（現・大竹市）で父親の勤務する三菱レイヨンの社宅で生まれる。父親46歳、母親42歳の高齢出産であった。姉がいたが夭折している。1954年（昭和29年）4月、小方町立小方小学校（現・大竹市立小方小学校）に入学。8歳の時、父親が椎間板ヘルニアとリューマチの悪化で働けなくなり、10歳の時、両親が離婚。梅川は父親の故郷の香川県大川郡引田町（現・東かがわ市）に引き取られる。その後、父との生活を嫌い、大竹市で暮らす母の元に戻る。母は独身寮の炊事婦で生計を立てており、生活は極貧だったが、母は梅川の欲しがるものを何でも買い与え、梅川は甘やかされて育った。
1960年（昭和35年）4月、大竹市立小方中学校に入学。梅川は広島県立宮島工業高等学校を受験するが失敗。1963年（昭和38年）4月、私立広島工業大学附属工業高校（現・広島工業大学高等学校）に入学。在学したのは1学期だけで、同年10月、父の暮らす引田町に戻る。だが、すぐ大竹市に戻り、同年12月、大竹市強盗殺人事件を起こす。
1964年（昭和39年）1月21日、岡山中等少年院に入院したが、わずか4ヵ月後に脱走し、同年5月14日、山口県の特別少年院「新光学院」に送られた後、1965年（昭和40年）6月7日に仮退院を許可される。少年院を退院後、梅川は引田町に住む両親の元に引き取られたが、1966年（昭和41年）1月、高松市の保護観察所に無断で家出し、行方不明となる。
1年後の1967年（昭和42年）2月、梅川が大阪府大阪市西成区玉出のアパートで暮らしていることが分かり、同地区担当の保護司が梅川の元を訪ねる。梅川はバーテンダーや飲食店のツケの取り立て等をして生計を立てており、勤務態度は真面目で、客や同僚とトラブルを起こすこともなかったという。大阪保護観察所の指導を受けることになった梅川は、1968年（昭和43年）3月1日、満20歳で保護観察を打ち切られ、晴れて社会復帰を果たす。
1973年（昭和48年）7月26日付で大阪府警察住吉署から猟銃の所持許可を取得。銃刀法5条の許可基準の欠格事項に該当するとみられたが、少年法60条により許可。合法的に入手した猟銃で1979年（昭和54年）1月26日に三菱銀行人質事件を起こし、銀行員と警察官ら4人を殺害し籠城。男子行員の耳を削ぎ、女子行員を全裸にさせる等の蛮行を重ね、1月28日、突入した特殊部隊に狙撃され死亡した。満30歳没。